# مامیا ۱۲۱۲۷
سیارک ۱۲۱۲۷ (به انگلیسی: 12127 Mamiya، نامگذاری:1999RD37) دوازده هزار و صد و بیست و هفتمین سیارک کشف شده‌است که در ۹ سپتامبر ۱۹۹۹ کشف شد.
قدر مطلق سیارک برابر ۱۳٫۷۰ است.